# Johannes Thingnes Bø
Johannes Thingnes Bø (* 16. května 1993 Stryn) je bývalý norský biatlonista, pětinásobný olympijský vítěz, třiadvacetinásobný mistr světa a pětinásobný vítěz celkového hodnocení světového poháru.
Ve světovém poháru, na mistrovství světa a na olympijských hrách startoval v 365 individuálních a kolektivních závodech. Ve Světovém poháru ve své kariéře zvítězil v 80 individuálních a 38 kolektivních závodech jako člen norské mužské nebo smíšené štafety. Na olympijských hrách vyhrál tři individuální a dva štafetové závody.
V lednu roku 2025 oznámil, že po skončení sezony ukončí svou kariéru. Původně přitom prohlásil, že jeho cílem je zúčastnit se ještě Zimních olympijských her 2026.  Jeho posledním závodem se stal závod s hromadným startem na domácím Holmenkollenu.

## Soukromý život
Johannes Bø je druhým nejmladším dítětem Klemeta Bøa a Aslaug Hildegunny Thingnes Bøové (oba narozeni v roce 1957), který se narodil a vyrostl v odlehlé vesnici Markane, která částečně spadá pod Stryn. Má tři bratry a jednu sestru. Jeho matka má ve Strynu vlastní fyzioterapeutickou ordinaci a jeho otec pracuje v továrně na produkci mléka ze skotu. Jeho o téměř pět let starší bratr Tarjei se rovněž věnuje biatlonu a je olympijským vítězem a několikanásobným mistrem světa z této disciplíny. Norský sportovní novinář, moderátor a fotograf Harald Endre Thingnes je Johannesův strýc z matčiny strany.
Ve svém rodném městě navštěvoval střední školu (Stryn vidaregåande skule) a v květnu 2012 se pak přestěhoval do Lillehammeru, kde kromě jeho bratra Tarjeie žije a trénuje také mnoho dalších norských biatlonistů. 30. 6. 2018 uzavřel sňatek s Heddou Kløvstad Daehli. V lednu 2020 se jim narodil syn Gustav Bø a v létě 2023 dcera Sofia.

## Sportovní výsledky

### Olympijské hry a mistrovství světa
Johannes Thingnes Bø se zúčastnil tří zimních olympijských her a devíti mistrovství světa.
S pěti zlatými, dvěma stříbrnými a jednou bronzovou medailí je v historických statistikách olympijských her klasifikován na druhém místě za krajanem Ole Einarem Bjørndalenem.
 Na zimních olympijských hrách debutoval jako 20letý v roce 2014 v Soči, kde nejlépe obsadil čtvrté místo s norskou mužskou štafetou. O čtyři roky později v Pchjongčchangu zvítězil ve vytrvalostním závodě a v mužské i smíšené štafetě obsadil stříbrnou pozici. Potřetí do olympijských závodů zasáhl na pekingské olympiádě, kde v otevíracím závodě v cílové rovince zajistil Norsku zlato ze smíšené štafety, aby následně vyhrál sprint. Třetí zlatou medaili přidal v mužské štafetě a nakonec ovládl závěrečný závod s hromadným startem, čímž se stal nejúspěšnějším biatlonistou bez ohledu na pohlaví z pekingské olympiády.
Na mistrovství světa získal dvacet tři zlatých medailí. K nim přidal čtrnáct stříbrných a šest bronzových medailí, díky čemuž je nejúspěšnějším mužem v historii biatlonových mistrovství světa.
 Poprvé zvítězil hned na svém premiérovém mistrovství v roce 2015 ve finském Kontiolahti, kde triumfoval ve sprintu. Na stejném mistrovství získal i stříbrnou medaili z mužské štafety a bronz se smíšenou štafetou.
Na domácím Mistrovství světa v 2016 v Oslu spolu s Ole Einarem Bjørndalenem, bratrem Tarjeiem a Emil Hegle Svendsenem získal zlato v mužské štafetě a obhájil bronz se smíšenou štafetou. V závěrečném závodu s hromadným startem pak ukořistil zlatou medaili, když v dramatickém závěru porazil Francouze Martina Fourcada. Bez jediného vítězství odešel z mistrovství z Hochfilzenu, kde nejlépe získal tři stříbrné medaili ze sprintu navazujícího stíhacího závodu Třetí stříbrný kov přidal v závodu s hromadným startem. Naopak na Mistrovství světa 2019 v Östersundu zvítězil hned čtyřikrát, kromě individuálního sprintu triumfoval ve všech třech štafetových závodech, včetně vůbec prvního závodu smíšených dvojic zařazeného na program biatlonového mistrovství, kde nastoupil po boku Røiselandové. Jeho dosud nejúspěšnější účastí na světovém šampionátu se stal rok 2020, kdy v Antereselvě získal tři zlaté a tři stříbrné medaile, jeho nejhorším umístěním bylo páté místo ve sprintu. Na pokljuckém šampionátu bylo jeho nejlepším individuálním výsledek jenom třetí místo ze stíhacího závodu, triumfoval ale v mužské a smíšené štafetě.
| Sezóna  | Akce | Místo                | SP  | SZ  | HZ  | IZ  | ŠT | SŠT | SZD | Věk    |
| ------- | ---- | -------------------- | --- | --- | --- | --- | -- | --- | --- | ------ |
| 2013/14 | ZOH  | Soči                 | 54. | 32. | 8.  | 11. | 4. | –   | ×   | 20 let |
| 2014/15 | MS   | Kontiolahti          | 1.  | 31. | 6.  | 7.  | 2. | 3.  | ×   | 21 let |
| 2015/16 | MS   | Oslo                 | 4.  | 4.  | 1.  | 4.  | 1. | 3.  | ×   | 22 let |
| 2016/17 | MS   | Hochfilzen           | 2.  | 2.  | 2.  | 8.  | 8. | 8.  | ×   | 23 let |
| 2017/18 | ZOH  | Pchjongčchang        | 31. | 21. | 16. | 1.  | 2. | 2.  | ×   | 24 let |
| 2018/19 | MS   | Östersund            | 1.  | 2.  | 13. | 9.  | 1. | 1.  | 1.  | 25 let |
| 2019/20 | MS   | Anterselva           | 5.  | 2.  | 1.  | 2.  | 2. | 1.  | 1.  | 26 let |
| 2020/21 | MS   | Pokljuka             | 5.  | 3.  | 8.  | 5.  | 1. | 1.  | 2.  | 27 let |
| 2021/22 | ZOH  | Peking               | 1.  | 5.  | 1.  | 3.  | 1. | 1.  | ×   | 28 let |
| 2022/23 | MS   | Oberhof              | 1.  | 1.  | 3.  | 1.  | 2. | 1.  | 1.  | 29 let |
| 2023/24 | MS   | Nové Město na Moravě | 2.  | 1.  | 1.  | 1.  | 2. | 2.  | 3.  | 30 let |
| 2024/25 | MS   | Lenzerheide          | 1.  | 1.  | 3.  | 20. | 1. | 4.  | 2.  | 31 let |

Poznámka: Výsledky z olympijských her se do hodnocení světového poháru nezapočítávají, výsledky z mistrovství světa se dříve započítávaly, od mistrovství světa v roce 2023 se nezapočítávají.

### Světový pohár
Ve světovém poháru debutoval v lednu 2013 štafetovým závodem v Anterselvě, kde norská štafeta jeho vinou musela na trestné kolo a dojela desátá. Individuální premiéru měl o měsíc později v domácím Oslu, kde ve sprintu i stíhacím závodě odsadil pozice v první třicítce.
První stupně vítězů a zároveň i vítězství zaznamenal v sezóně 2013/2014, když ve francouzském Annecy ovládl po bezchybné střelbě sprint a následně i navazující stíhací závod, pokaždé s více než třicetisekundovým náskokem. První kariérní „hattrick“, tedy vítězství ve třech individuálních závodech během jedné pohárové zastávky zaznamenal v Kontiolahti, kde triumfoval v netradičně obou zařazených sprintech a stíhacím závodě. V celkovém hodnocení skončil na třetím místě pět bodů za druhým Svendsenem.
Světovému poháru dominoval v sezoně 2018/2019, kdy ovládl šestnáct z pětadvaceti závodů jednotlivců, čímž překonal dosavadní rekord čtrnácti triumfů Martina Fourcada ze sezony 2016/2017. K nim přidal celkem pět štafetových úspěchů. Díky tomu poprvé ovládl celkového hodnocení světového poháru, když na druhého Alexandra Loginova měl náskok přes 400 bodů. Zároveň zvítězil i v hodnocení všech jednotlivých disciplín.

#### Sezóna 2012/2013
| ČSP              | Místo            | SP            | SZ  | HZ | IZ  | ŠT  | SŠT | STŘ  |
| ---------------- | ---------------- | ------------- | --- | -- | --- | --- | --- | ---- |
| 6.               | Anterselva       | –             | –   | –  | –   | 10. | –   | 60 % |
| 7.               | Oslo             | 28.           | 25. | –  | –   | –   | –   | 80 % |
| 8.               | Soči             | 20.           | –   | –  | 68. | 4.  | –   | 81 % |
| 9.               | Chanty-Mansijsk  | 37.           | 20. | –  | –   | –   | –   | 95 % |
| Celkové umístění | Celkové umístění | 61.           | 49. | –  | nkl | 2.  | –   | 82 % |
| Celkové umístění | Celkové umístění | 75 bodů (59.) |     |    |     | 2.  | –   | 82 % |

#### Sezóna 2013/2014
| ČSP              | Místo            | SP            | SZ          | HZ          | IZ          | ŠT          | SŠT         | STŘ         |             |
| ---------------- | ---------------- | ------------- | ----------- | ----------- | ----------- | ----------- | ----------- | ----------- | ----------- |
| 1.               | Östersund        | 9.            | –           | –           | 26.         | –           | –           | 80 %        |             |
| 2.               | Hochfilzen       | nestartoval   | nestartoval | nestartoval | nestartoval | nestartoval | nestartoval | nestartoval | nestartoval |
| 3.               | Annecy           | 1.            | 1.          | –           | –           | 4.          | –           | 91 %        |             |
| 4.               | Oberhof          | 10.           | 6.          | 17.         | –           | –           | –           | 76 %        |             |
| 5.               | Ruhpolding       | –             | 17.         | –           | 8.          | 9.          | –           | 72 %        |             |
| 6.               | Anterselva       | nestartoval   | nestartoval | nestartoval | nestartoval | nestartoval | nestartoval | nestartoval | nestartoval |
| 7.               | Pokljuka         | 30.           | 27.         | 5.          | –           | –           | –           | 82 %        |             |
| 8.               | Kontiolahti      | 1.            | 1.          | –           | –           | –           | –           | 88 %        |             |
| 8.               | Kontiolahti      | 1.            | 1.          | –           | –           | –           | –           | 88 %        |             |
| 9.               | Oslo             | 17.           | 11.         | 22.         | –           | –           | –           | 82 %        |             |
| Celkové umístění | Celkové umístění | 3.            | 5.          | 10.         | 13.         | 5.          | –           | 82 %        |             |
| Celkové umístění | Celkové umístění | 631 bodů (3.) |             |             |             | 5.          | –           | 82 %        |             |

#### Sezóna 2014/2015
| ČSP              | Místo                | SP            | SZ  | HZ  | IZ | ŠT | SŠT | STŘ  |
| ---------------- | -------------------- | ------------- | --- | --- | -- | -- | --- | ---- |
| 1.               | Östersund            | 40.           | 30. | –   | 8. | –  | –   | 78 % |
| 2.               | Hochfilzen           | 1.            | 4.  | –   | –  | 3. | –   | 93 % |
| 3.               | Pokljuka             | 10.           | 8.  | 23. | –  | –  | –   | 74 % |
| 4.               | Oberhof              | 4.            | –   | 14. | –  | 2. | –   | 70 % |
| 5.               | Ruhpolding           | 1.            | –   | 10. | –  | 1. | –   | 91 % |
| 6.               | Anterselva           | 31.           | 22. | –   | –  | 1. | –   | 81 % |
| 7.               | Nové Město na Moravě | 10.           | 12. | –   | –  | –  | 1.  | 90 % |
| 8.               | Oslo                 | 8.            | –   | –   | 6. | 9. | –   | 88 % |
| 9.               | Chanty-Mansijsk      | 68.           | –   | 9.  | –  | –  | –   | 80 % |
| Celkové umístění | Celkové umístění     | 5.            | 15. | 9.  | 5. | 2. | 1.  | 82 % |
| Celkové umístění | Celkové umístění     | 728 bodů (5.) |     |     |    | 2. | 1.  | 82 % |

#### Sezóna 2015/2016
| ČSP              | Místo            | SP            | SZ          | HZ          | IZ          | ŠT          | SŠT         | SZD         | STŘ         |
| ---------------- | ---------------- | ------------- | ----------- | ----------- | ----------- | ----------- | ----------- | ----------- | ----------- |
| 1.               | Östersund        | 6.            | 16.         | –           | 19.         | –           | 1.          | –           | 76 %        |
| 2.               | Hochfilzen       | 14.           | 23.         | –           | –           | 2.          | –           | –           | 81 %        |
| 3.               | Pokljuka         | 64.           | –           | 8.          | –           | –           | –           | –           | 77 %        |
| 4.               | Ruhpolding       | 1.            | 7.          | 10.         | –           | –           | –           | –           | 88 %        |
| 5.               | Ruhpolding       | –             | –           | 12.         | 16.         | 1.          | –           | –           | 86 %        |
| 6.               | Anterselva       | 8.            | 3.          | –           | –           | 3.          | –           | –           | 88 %        |
| 7.               | Canmore          | nestartoval   | nestartoval | nestartoval | nestartoval | nestartoval | nestartoval | nestartoval | nestartoval |
| 8.               | Presque Isle     | 1.            | 2.          | –           | –           | 1.          | –           | –           | 86 %        |
| 9.               | Chanty-Mansijsk  | 7.            | 2.          | ZRU         | –           | –           | –           | –           | 93 %        |
| Celkové umístění | Celkové umístění | 3.            | 3.          | 4.          | 5.          | 1.          | 1.          | 1.          | 85 %        |
| Celkové umístění | Celkové umístění | 820 bodů (2.) |             |             |             | 1.          | 1.          | 1.          | 85 %        |

#### Sezóna 2016/2017
| ČSP              | Místo                | SP            | SZ          | HZ          | IZ          | ŠT          | SŠT         | SZD         | STŘ         |
| ---------------- | -------------------- | ------------- | ----------- | ----------- | ----------- | ----------- | ----------- | ----------- | ----------- |
| 1.               | Östersund            | 30.           | 10.         | –           | 2.          | –           | 1.          | –           | 85 %        |
| 2.               | Pokljuka             | 2.            | 4.          | –           | –           | –           | –           | –           | 95 %        |
| 3.               | Nové Město na Moravě | 4.            | 5.          | 9.          | –           | –           | –           | –           | 87 %        |
| 4.               | Oberhof              | DNS           | –           | –           | –           | –           | –           | –           | –           |
| 5.               | Ruhpolding           | 37.           | 15.         | –           | –           | –           | –           | –           | 90 %        |
| 6.               | Anterselva           | –             | –           | 1.          | 14.         | 2.          | –           | –           | 94 %        |
| 7.               | Pchjongčchang        | nestartoval   | nestartoval | nestartoval | nestartoval | nestartoval | nestartoval | nestartoval | nestartoval |
| 8.               | Kontiolahti          | 4.            | 7.          | –           | –           | –           | 5.          | –           | 92 %        |
| 9.               | Holmenkollen         | 1.            | 3.          | 29.         | –           | –           | –           | –           | 90 %        |
| Celkové umístění | Celkové umístění     | 5.            | 4.          | 6.          | 4.          | 4.          | 4.          | 4.          | 89 %        |
| Celkové umístění | Celkové umístění     | 812 bodů (3.) |             |             |             | 4.          | 4.          | 4.          | 89 %        |

#### Sezóna 2017/2018
| ČSP              | Místo            | SP             | SZ  | HZ  | IZ | ŠT | SŠT | SZD | STŘ   |
| ---------------- | ---------------- | -------------- | --- | --- | -- | -- | --- | --- | ----- |
| 1.               | Östersund        | 11.            | 13. | –   | 1. | –  | 1.  |     | 75 %  |
| 2.               | Hochfilzen       | 1.             | 1.  | –   | –  | –  | –   | –   | 100 % |
| 3.               | Annecy           | 1.             | 1.  | 2.  | –  | –  | –   | –   | 96 %  |
| 4.               | Oberhof          | 3.             | 2.  | –   | –  | –  | –   | –   | 75 %  |
| 5.               | Ruhpolding       | –              | –   | 1.  | 3. | 1. | –   | –   | 92 %  |
| 6.               | Anterselva       | 1.             | 1.  | 6.  | –  | –  | –   | –   | 88 %  |
| 7.               | Kontiolahti      | 4.             | –   | 19. | –  | –  | –   | 3.  | 84 %  |
| 8.               | Holmenkollen     | 2.             | 3.  | –   | –  | 1. | –   | –   | 87 %  |
| 9.               | Ťumeň            | 14.            | 2.  | 3.  | –  | –  | –   | –   | 90 %  |
| Celkové umístění | Celkové umístění | 2.             | 2.  | 2.  | 1. | 1. | 2.  | 2.  | 85 %  |
| Celkové umístění | Celkové umístění | 1027 bodů (2.) |     |     |    | 1. | 2.  | 2.  | 85 %  |

#### Sezóna 2018/2019
| ČSP              | Místo                | SP             | SZ | HZ | IZ | ŠT | SŠT | SZD | STŘ  |
| ---------------- | -------------------- | -------------- | -- | -- | -- | -- | --- | --- | ---- |
| 1.               | Pokljuka             | 1.             | 1. | –  | 7. | –  | 6.  | –   | 88 % |
| 2.               | Hochfilzen           | 1.             | 9. | –  | –  | –  | –   | –   | 76 % |
| 3.               | Nové Město na Moravě | 1.             | 1. | 1. | –  | –  | –   | –   | 92 % |
| 4.               | Oberhof              | 2.             | 1. | –  | –  | –  | –   | –   | 86 % |
| 5.               | Ruhpolding           | 1.             | –  | 1. | –  | 1. | –   | –   | 88 % |
| 6.               | Anterselva           | 1.             | 1. | 2. | –  | –  | –   | –   | 88 % |
| 7.               | Canmore              | –              | –  | –  | 1. | 1. | –   | –   | 100% |
| 8.               | Soldier Hollow       | 4.             | 5. | –  | –  | –  | 3.  | –   | 77 % |
| 9.               | Holmenkollen         | 1.             | 1. | 1. | –  | –  | –   | –   | 92%  |
| Celkové umístění | Celkové umístění     | 1.             | 1. | 1. | 1. | 1. | 1.  | 1.  | 85 % |
| Celkové umístění | Celkové umístění     | 1262 bodů (1.) |    |    |    | 1. | 1.  | 1.  | 85 % |

#### Sezóna 2019/2020
| ČSP              | Místo                | SP            | SZ          | HZ          | IZ          | ŠT          | SŠT         | SZD         | STŘ         |
| ---------------- | -------------------- | ------------- | ----------- | ----------- | ----------- | ----------- | ----------- | ----------- | ----------- |
| 1.               | Östersund            | 1.            | –           | –           | 10.         | 1.          | 2.          | –           | 94 %        |
| 2.               | Hochfilzen           | 1.            | 1           | –           | –           | 1.          | –           | –           | 97 %        |
| 3.               | Annecy               | 4.            | 1.          | 1.          | –           | –           | –           | –           | 92 %        |
| 4.               | Oberhof              | nestartoval   | nestartoval | nestartoval | nestartoval | nestartoval | nestartoval | nestartoval | nestartoval |
| 5.               | Ruhpolding           | nestartoval   | nestartoval | nestartoval | nestartoval | nestartoval | nestartoval | nestartoval | nestartoval |
| 6.               | Pokljuka             | –             | –           | 3.          | 1.          | –           | 2.          | –           | 96 %        |
| 7.               | Nově Město na Moravě | 1.            | –           | 1.          | –           | 1.          | –           | –           | 92 %        |
| 8.               | Kontiolahti          | 1.            | 4.          | –           | –           | –           | zrušeno     | zrušeno     | 86 %        |
| 9.               | Holmenkollen         | zrušeno       | zrušeno     | zrušeno     | zrušeno     | zrušeno     | zrušeno     | zrušeno     |             |
| Celkové umístění | Celkové umístění     | 3.            | 4.          | 1.          | 2.          | 1.          | 1.          | 1.          | 90 %        |
| Celkové umístění | Celkové umístění     | 913 bodů (1.) |             |             |             | 1.          | 1.          | 1.          | 90 %        |

#### Sezóna 2020/2021
| ČSP              | Místo                | SP             | SZ | HZ | IZ  | ŠT | SŠT | SZD | STŘ  |
| ---------------- | -------------------- | -------------- | -- | -- | --- | -- | --- | --- | ---- |
| 1.               | Kontiolahti          | 1.             | –  | –  | 2.  | –  | –   | –   | 96 % |
| 2.               | Kontiolahti          | 3.             | 3. | –  | –   | 1. | –   | –   | 90 % |
| 3.               | Hochfilzen           | 4.             | 4. | –  | –   | 2. | –   | –   | 87 % |
| 4.               | Hochfilzen           | 3.             | 3. | 7. | –   | –  | –   | –   | 84 % |
| 5.               | Oberhof              | 1.             | 8. | –  | –   | –  | -   | 3.  | 84 % |
| 6.               | Oberhof              | 1.             | –  | 7  | –   | 2. | –   | –   | 90 % |
| 7.               | Anterselva           | –              | –  | 1. | 10. | 2. | –   | –   | 90 % |
| 8.               | Nově Město na Moravě | 11.            | 2. | –  | –   | 3. | –   | –   | 85 % |
| 9.               | Nově Město na Moravě | 9.             | 2. | –  | –   | –  | 1.  | –   | 90 % |
| 10.              | Östersund            | 8.             | 2. | 3. | –   | –  | –   | –   | 86 % |
| Celkové umístění | Celkové umístění     | 1.             | 2. | 2. | 2.  | 1. | 1.  | 1.  | 84 % |
| Celkové umístění | Celkové umístění     | 1052 bodů (1.) |    |    |     | 1. | 1.  | 1.  | 84 % |

#### Sezóna 2021/2022
| ČSP              | Místo             | SP             | SZ          | HZ          | IZ          | ŠT          | SŠT         | SZD         | STŘ         |
| ---------------- | ----------------- | -------------- | ----------- | ----------- | ----------- | ----------- | ----------- | ----------- | ----------- |
| 1.               | Östersund         | 3.             | –           | –           | 5.          | –           | –           | –           | 93 %        |
| 2.               | Östersund         | 9.             | 8.          | –           | –           | 1.          | –           | –           | 90 %        |
| 3.               | Hochfilzen        | 29.            | 18.         | –           | –           | 1.          | –           | –           | 85 %        |
| 4.               | Annecy            | 1.             | 5.          | 20.         | –           | –           | –           | –           | 84 %        |
| 5.               | Oberhof           | 28.            | 21.         | –           | –           | –           | 1.          | –           | 70 %        |
| 6.               | Ruhpolding        | nestartoval    | nestartoval | nestartoval | nestartoval | nestartoval | nestartoval | nestartoval | nestartoval |
| 7.               | Anterselva        | –              | –           | 2.          | 4.          | 1.          | –           | –           | 88 %        |
| 8.               | Kontiolahti       | nestartoval    | nestartoval | nestartoval | nestartoval | nestartoval | nestartoval | nestartoval | nestartoval |
| 9.               | Otepää            | nestartoval    | nestartoval | nestartoval | nestartoval | nestartoval | nestartoval | nestartoval | nestartoval |
| 10.              | Holmenkollen-Oslo | nestartoval    | nestartoval | nestartoval | nestartoval | nestartoval | nestartoval | nestartoval | nestartoval |
| Celkové umístění | Celkové umístění  | 20.            | 22.         | 22.         | 4.          | 1.          | 1.          | 1.          | 84 %        |
| Celkové umístění | Celkové umístění  | 440 bodů (13.) |             |             |             | 1.          | 1.          | 1.          | 84 %        |

#### Sezóna 2022/2023

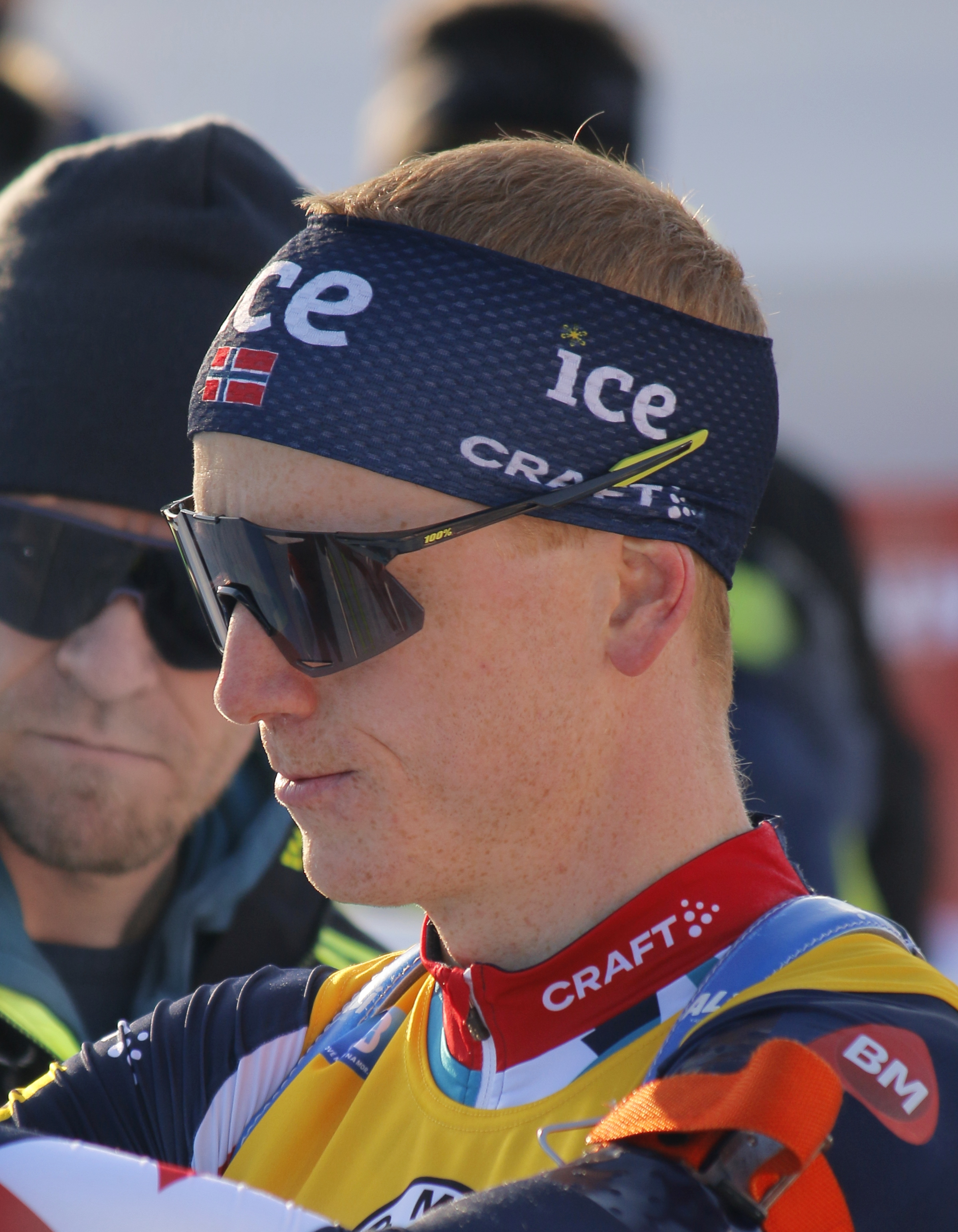
V Novém Městě na Moravě v roce 2023

| ČSP              | Místo                | SP             | SZ          | HZ          | IZ          | ŠT          | SŠT         | SZD         | STŘ |
| ---------------- | -------------------- | -------------- | ----------- | ----------- | ----------- | ----------- | ----------- | ----------- | --- |
| 1.               | Kontiolahti          | 1.             | 1.          | –           | 12.         | 1.          | –           | –           | 85% |
| 2.               | Hochfilzen           | 1.             | 1.          | –           | –           | 1.          | –           | –           | 95% |
| 3.               | Annecy               | 1.             | 3.          | 3.          | –           | –           | –           | –           | 90% |
| 4.               | Pokljuka             | 1.             | 1.          | –           | –           | –           | –           | –           | 90% |
| 5.               | Ruhpolding           | –              | –           | 1.          | 1.          | 1.          | –           | –           | 86% |
| 6.               | Anterselva           | 1.             | 1.          | –           | –           | 1.          | –           | –           | 88% |
| 8.               | Nové Město na Moravě | 1.             | 1.          | –           | –           | –           | –           | –           | 93% |
| 9.               | Östersund            | nestartoval    | nestartoval | nestartoval | nestartoval | nestartoval | nestartoval | nestartoval |     |
| 10.              | Oslo-Holmenkollen    | 1.             | 1.          | 1.          | –           | –           | –           | –           | 92% |
| Celkové umístění | Celkové umístění     | 1.             | 1.          | 2.          | 7.          | 1.          | 2.          | 2.          | 88% |
| Celkové umístění | Celkové umístění     | 1589 bodů (1.) |             |             |             | 1.          | 2.          | 2.          | 88% |

#### Sezóna 2023/2024
| ČSP              | Místo             | SP             | SZ  | HZ  | IZ | ŠT | SŠT | SZD |
| ---------------- | ----------------- | -------------- | --- | --- | -- | -- | --- | --- |
| 1.               | Östersund         | 18.            | 15. | ×   | 3. | 1. | 2.  | –   |
| 2.               | Hochfilzen        | 11.            | 1.  | ×   | ×  | 1. | ×   | ×   |
| 3.               | Lenzerheide       | 2.             | 1.  | 1.  | ×  | ×  | ×   | ×   |
| 4.               | Oberhof           | 4.             | 5.  | ×   | ×  | 1. | ×   | ×   |
| 5.               | Ruhpolding        | 9.             | 3.  | ×   | ×  | –  | ×   | ×   |
| 6.               | Anterselva        | ×              | ×   | 5.  | 1. | ×  | 1.  | –   |
| 8.               | Oslo-Holmenkollen | ×              | ×   | 13. | 5. | ×  | 3.  | –   |
| 9.               | Soldier Hollow    | 17.            | 1.  | ×   | ×  | 1. | ×   | ×   |
| 10.              | Canmore           | 1.             | 1.  | 1.  | ×  | ×  | ×   | ×   |
| Celkové umístění | Celkové umístění  | 2.             | 1.  | 1.  | 1. | 1. | 1.  | 1.  |
| Celkové umístění | Celkové umístění  | 1262 bodů (1.) |     |     |    | 1. | 1.  | 1.  |

#### Sezóna 2024/2025
| ČSP              | Místo                | SP             | SZ | HZ | IZ  | ŠT | SŠT | SZD |
| ---------------- | -------------------- | -------------- | -- | -- | --- | -- | --- | --- |
| 1.               | Kontiolahti          | 5.             | ×  | 9. | 2.  | 2. | –   | –   |
| 2.               | Hochfilzen           | 1.             | 1. | ×  | ×   | 2. | ×   | ×   |
| 3.               | Annecy               | 2.             | 1. | 3. | ×   | ×  | ×   | ×   |
| 4.               | Oberhof              | 13.            | 3. | ×  | ×   | ×  | –   | –   |
| 5.               | Ruhpolding           | ×              | ×  | 3. | 85. | 4. | ×   | ×   |
| 6.               | Anterselva           | 9.             | 6. | ×  | ×   | 2. | ×   | ×   |
| 7.               | Nové Město na Moravě | 3.             | 3. | ×  | ×   | 2. | ×   | ×   |
| 8.               | Pokljuka             | ×              | ×  | –  | 10. | ×  | –   | –   |
| 9.               | Oslo-Holmenkollen    | 1.             | 2. | 7. | ×   | ×  | ×   | ×   |
| Celkové umístění | Celkové umístění     | 1.             | 2. | 6. | 7.  | 2. | 2.  | 2.  |
| Celkové umístění | Celkové umístění     | 1176 bodů (2.) |    |    |     | 2. | 2.  | 2.  |

### Mistrovství Evropy
Na evropském šampionátu závodil jednou, a to v roce 2012 ve slovenském Osrblie. Ve skupině závodníků do 21 let získal kompletní sadu medailí, když vybojoval zlato ve smíšené štafetě, stříbro ve vytrvalostním závodě a bronz v stíhacím závodě.
| Sezóna  | Akce | Místo          | SP | SZ | IZ | ŠŠT | Věk    |
| ------- | ---- | -------------- | -- | -- | -- | --- | ------ |
| 2011/12 | ME   | Brezno-Osrblie | 7. | 3. | 2. | 1.  | 18 let |

### Juniorská mistrovství
Zúčastnil se dvou juniorských šampionátů v biatlonu. Celkově na těchto šampionátech získal pět zlatých medailí, z toho tři byly individuální a dvě vybojoval se štafetami a jednu stříbrnou medaili. Jeho prvním podnikem ve finském Kontiolahti v roce 2012, byl vytrvalostní závod, ve kterém obsadil 4. pozici, když na střelnici chyboval hned šestkrát. První zlato vybojoval hned v dalším závodě, když dokázal triumfovat s norským týmem v závodu štafet. Ve sprintu sice dvakrát chyboval, avšak s velkým náskokem zvítězil před druhým Bělorusem Maximem Ramanouskijem. Pozici ze sprintu pak dokázal uhájit i v následném stíhacím závodě, čímž získal své třetí zlato na šampionátu. Druhý v cíli Matthias Dorfer z Německa na něj ztratil necelé 2 minuty. Další rok na juniorském mistrovství v rakouském Obertilliachu vybojoval nejprve stříbrnou medaili ve sprintu. Ve stíhacím závodě se pak dokázal o jednu pozici posunout a vybojoval tak své čtvrté zlato na MSJ. Jeho nejhorším juniorským závodem pak byl vytrvalostní závod, kde skončil „až“ na 9. místě. Juniorskou kariéru pak zakončil závodem štafet, kde opět dokázal s norským mužstvem triumfovat.
| Sezóna  | Akce | Místo        | SP | SZ | IZ | ŠT | Věk    |
| ------- | ---- | ------------ | -- | -- | -- | -- | ------ |
| 2011/12 | MSJ  | Kontiolahti  | 1. | 1. | 4. | 1. | 18 let |
| 2012/13 | MSJ  | Obertilliach | 2. | 1. | 9. | 1. | 19 let |

## Vítězství v závodech světového poháru, na mistrovství světa a olympijských hrách

### Individuální
| Č.                                                         | sezóna    | datum              | místo                             | disciplína                  |
| ---------------------------------------------------------- | --------- | ------------------ | --------------------------------- | --------------------------- |
| 1.                                                         | 2013/2014 | 14. prosince 2013  | Annecy, Francie                   | sprint                      |
| 2.                                                         | 2013/2014 | 15. prosince 2013  | Annecy, Francie                   | stíhací závod               |
| 3.                                                         | 2013/2014 | 13. března 2014    | Kontiolahti, Finsko               | sprint                      |
| 4.                                                         | 2013/2014 | 15. března 2014    | Kontiolahti, Finsko               | sprint                      |
| 5.                                                         | 2013/2014 | 16. března 2014    | Kontiolahti, Finsko               | stíhací závod               |
| 6.                                                         | 2014/2015 | 12. prosince 2014  | Hochfilzen, Rakousko              | sprint                      |
| 7.                                                         | 2014/2015 | 17. ledna 2015     | Ruhpolding, Německo               | sprint                      |
| 8.                                                         | 2014/2015 | 7. března 2015     | Kontiolahti, Finsko (MS)          | sprint                      |
| 9.                                                         | 2015/2016 | 8. ledna 2016      | Ruhpolding, Německo               | sprint                      |
| 10.                                                        | 2015/2016 | 11. února 2016     | Presque Isle, Spojené státy       | sprint                      |
| 11.                                                        | 2015/2016 | 13. března 2016    | Oslo, Norsko (MS)                 | závod s hromadným startem   |
| 12.                                                        | 2016/2017 | 22. ledna 2017     | Anterselva, Itálie                | závod s hromadným startem   |
| 13.                                                        | 2016/2017 | 17. března 2017    | Oslo, Norsko                      | sprint                      |
| 14.                                                        | 2017/2018 | 30. listopadu 2017 | Östersund, Švédsko                | vytravolstní závod          |
| 15.                                                        | 2017/2018 | 8. prosince 2017   | Hochfilzen, Rakousko              | sprint                      |
| 16.                                                        | 2017/2018 | 9. prosince 2017   | Hochfilzen, Rakousko              | stíhací závod               |
| 17.                                                        | 2017/2018 | 15. prosince 2017  | Annecy, Francie                   | sprint                      |
| 18.                                                        | 2017/2018 | 16. prosince 2017  | Annecy, Francie                   | stíhací závod               |
| 19.                                                        | 2017/2018 | 14. ledna 2018     | Ruhpolding, Německo               | závod s hromadným startem   |
| 20.                                                        | 2017/2018 | 18. ledna 2018     | Anterselva, Itálie                | sprint                      |
| 21.                                                        | 2017/2018 | 20. ledna 2018     | Anterselva, Itálie                | stíhací závod               |
| OH                                                         | 2017/2018 | 15. února 2018     | Pchjongčchang, Jižní Korea, (ZOH) | vytrvalostní závod          |
| 22.                                                        | 2018/2019 | 7. prosince 2018   | Pokljuka, Slovinsko               | sprint                      |
| 23.                                                        | 2018/2019 | 9. prosince 2018   | Pokljuka, Slovinsko               | stíhací závod               |
| 24.                                                        | 2018/2019 | 13. prosince 2018  | Hochfilzen, Rakousko              | sprint                      |
| 25.                                                        | 2018/2019 | 20. prosince 2018  | Nové Město, Česko                 | sprint                      |
| 26.                                                        | 2018/2019 | 22. prosince 2018  | Nové Město, Česko                 | stíhací závod               |
| 27.                                                        | 2018/2019 | 23. prosince 2018  | Nové Město, Česko                 | závod s hromadným startem   |
| 28.                                                        | 2018/2019 | 12. ledna 2019     | Oberhof, Německo                  | stíhací závod               |
| 29.                                                        | 2018/2019 | 17. ledna 2019     | Ruhpolding, Německo               | sprint                      |
| 30.                                                        | 2018/2019 | 20. ledna 2019     | Ruhpolding, Německo               | závod s hromadným startem   |
| 31.                                                        | 2018/2019 | 25. ledna 2019     | Anterselva, Itálie                | sprint                      |
| 32.                                                        | 2018/2019 | 26. ledna 2019     | Anterselva, Itálie                | stíhací závod               |
| 33.                                                        | 2018/2019 | 7. února 2019      | Canmore, Kanada                   | zkrácený vytrvalostní závod |
| 34.                                                        | 2018/2019 | 9. března 2019     | Östersund, Švédsko (MS)           | sprint                      |
| 35.                                                        | 2018/2019 | 22. března 2019    | Oslo, Norsko                      | sprint                      |
| 36.                                                        | 2018/2019 | 23. března 2019    | Oslo, Norsko                      | stíhací závod               |
| 37.                                                        | 2018/2019 | 24. března 2019    | Oslo, Norsko                      | závod s hromadným startem   |
| 38.                                                        | 2019/2020 | 1. prosince 2019   | Östersund, Švédsko                | sprint                      |
| 39.                                                        | 2019/2020 | 13. prosince 2019  | Hochfilzen, Rakousko              | sprint                      |
| 40.                                                        | 2019/2020 | 14. prosince 2019  | Hochfilzen, Rakousko              | stíhací závod               |
| 41.                                                        | 2019/2020 | 21. prosince 2019  | Annecy, Francie                   | stíhací závod               |
| 42.                                                        | 2019/2020 | 22. prosince 2019  | Annecy, Francie                   | závod s hromadným startem   |
| 43.                                                        | 2019/2020 | 23. ledna 2020     | Pokljuka, Slovinsko               | vytrvalostní závod          |
| 44.                                                        | 2019/2020 | 23. února 2020     | Anterselva, Itálie (MS)           | závod s hromadným startem   |
| 45.                                                        | 2019/2020 | 6. března 2020     | Nové Město, Česko                 | sprint                      |
| 46.                                                        | 2019/2020 | 8. března 2020     | Nové Město, Česko                 | závod s hromadným startem   |
| 47.                                                        | 2019/2020 | 13. března 2020    | Kontiolahti, Finsko               | sprint                      |
| 48.                                                        | 2020/2021 | 29. listopadu 2020 | Kontiolahti, Finsko               | sprint                      |
| 49.                                                        | 2020/2021 | 8. ledna 2021      | Oberhof, Německo                  | sprint                      |
| 50.                                                        | 2020/2021 | 13. ledna 2021     | Oberhof, Německo                  | sprint                      |
| 51.                                                        | 2020/2021 | 24. ledna 2021     | Anterselva, Itálie                | závod s hromadným startem   |
| 52.                                                        | 2021/2022 | 17. prosince 2021  | Annecy, Francie                   | sprint                      |
| OH                                                         | 2021/2022 | 12. února 2022     | Peking, Čína (ZOH)                | sprint                      |
| OH                                                         | 2021/2022 | 18. února 2022     | Peking, Čína (ZOH)                | závod s hromadným startem   |
| 53.                                                        | 2022/2023 | 3. prosince 2022   | Kontiolahti, Finsko               | sprint                      |
| 54.                                                        | 2022/2023 | 4. prosince 2022   | Kontiolahti, Finsko               | stíhací závod               |
| 55.                                                        | 2022/2023 | 9. prosince 2022   | Hochfilzen, Rakousko              | sprint                      |
| 56.                                                        | 2022/2023 | 11. prosince 2022  | Hochfilzen, Rakousko              | stíhací závod               |
| 57.                                                        | 2022/2023 | 15. prosince 2022  | Annecy, Francie                   | sprint                      |
| 58.                                                        | 2022/2023 | 6. ledna 2023      | Pokljuka, Slovinsko               | sprint                      |
| 59.                                                        | 2022/2023 | 7. ledna 2023      | Pokljuka, Slovinsko               | stíhací závod               |
| 60.                                                        | 2022/2023 | 11. ledna 2023     | Ruhpolding, Německo               | vytrvalostní závod          |
| 61.                                                        | 2022/2023 | 15. ledna 2023     | Ruhpolding, Německo               | závod s hromadným startem   |
| 62.                                                        | 2022/2023 | 20. ledna 2023     | Anterselva, Itálie                | sprint                      |
| 63.                                                        | 2022/2023 | 21. ledna 2023     | Anterselva, Itálie                | stíhací závod               |
| MS                                                         | 2022/2023 | 11. února 2023     | Oberhof, Německo                  | sprint                      |
| MS                                                         | 2022/2023 | 12. února 2023     | Oberhof, Německo                  | stíhací závod               |
| MS                                                         | 2022/2023 | 14. února 2023     | Oberhof, Německo                  | vytrvalostní závod          |
| 64.                                                        | 2022/2023 | 2. března 2023     | Nové Město, Česko                 | sprint                      |
| 65.                                                        | 2022/2023 | 4. března 2023     | Nové Město, Česko                 | stíhací závod               |
| 66.                                                        | 2022/2023 | 16. března 2023    | Oslo, Norsko                      | sprint                      |
| 67.                                                        | 2022/2023 | 18. března 2023    | Oslo, Norsko                      | stíhací závod               |
| 68.                                                        | 2022/2023 | 19. března 2023    | Oslo, Norsko                      | závod s hromadným startem   |
| 69.                                                        | 2023/2024 | 9. prosince 2023   | Hochfilzen, Rakousko              | stíhací závod               |
| 70.                                                        | 2023/2024 | 16. prosince 2023  | Lenzerheide, Švýcarsko            | stíhací závod               |
| 71.                                                        | 2023/2024 | 17. prosince 2023  | Lenzerheide, Švýcarsko            | závod s hromadným startem   |
| 72.                                                        | 2023/2024 | 18. ledna 2024     | Anterselva, Itálie                | zkrácený vytrvalostní závod |
| MS                                                         | 2023/2024 | 11. února 2024     | Nové Město na Moravě, Česko (MS)  | stíhací závod               |
| MS                                                         | 2023/2024 | 14. února 2024     | Nové Město na Moravě, Česko (MS)  | vytrvalostní závod          |
| MS                                                         | 2023/2024 | 18. února 2024     | Nové Město na Moravě, Česko (MS)  | závod s hromadným startem   |
| 73.                                                        | 2023/2024 | 10. března 2024    | Soldier Hollow, Spojené státy     | stíhací závod               |
| 74.                                                        | 2023/2024 | 15. března 2024    | Canmore, Kanada                   | sprint                      |
| 75.                                                        | 2023/2024 | 16. března 2024    | Canmore, Kanada                   | stíhací závod               |
| 76.                                                        | 2023/2024 | 17. března 2024    | Canmore, Kanada                   | závod s hromadným startem   |
| 77.                                                        | 2024/2025 | 13. prosince 2024  | Hochfilzen, Rakousko              | sprint                      |
| 78.                                                        | 2024/2025 | 14. prosince 2024  | Hochfilzen, Rakousko              | stíhací závod               |
| 79.                                                        | 2024/2025 | 21. prosince 2024  | Annecy, Francie                   | stíhací závod               |
| MS                                                         | 2024/2025 | 15. února 2025     | Lenzerheide, Švýcarsko (MS)       | sprint                      |
| MS                                                         | 2024/2025 | 16. února 2025     | Lenzerheide, Švýcarsko (MS)       | stíhací závod               |
| 80.                                                        | 2024/2025 | 16. března 2023    | Oslo, Norsko                      | sprint                      |
| – závod na mistrovství světa – závod na olympijských hrách |           |                    |                                   |                             |

### Kolektivní
| Č.                                                         | sezóna    | datum              | místo                         | disciplína             |
| ---------------------------------------------------------- | --------- | ------------------ | ----------------------------- | ---------------------- |
| 1.                                                         | 2014/2015 | 15. ledna 2015     | Ruhpolding, Německo           | štafeta                |
| 2.                                                         | 2014/2015 | 25. ledna 2015     | Anterselva, Itálie            | štafeta                |
| 3.                                                         | 2014/2015 | 6. února 2015      | Nové Město, Česko             | smíšená štafeta        |
| 4.                                                         | 2015/2016 | 29. listopadu 2015 | Östersund, Švédsko            | smíšená štafeta        |
| 5.                                                         | 2015/2016 | 15. ledna 2016     | Ruhpolding, Německo           | štafeta                |
| 6.                                                         | 2015/2016 | 13. února 2016     | Presque Isle, Spojené státy   | štafeta                |
| 7.                                                         | 2015/2016 | 12. března 2016    | Oslo, Norsko (MS)             | štafeta                |
| 8.                                                         | 2016/2017 | 27. listopadu 2016 | Östersund, Švédsko            | smíšená štafeta        |
| 9.                                                         | 2017/2018 | 26. listopadu 2017 | Östersund, Švédsko            | smíšená štafeta        |
| 10.                                                        | 2017/2018 | 12. ledna 2018     | Ruhpolding, Německo           | štafeta                |
| 11.                                                        | 2017/2018 | 18. března 2018    | Holmenkollen, Norsko          | štafeta                |
| 12.                                                        | 2018/2019 | 18. ledna 2019     | Ruhpolding, Německo           | štafeta                |
| 13.                                                        | 2018/2019 | 8. února 2019      | Canmore, Kanada               | štafeta                |
| 14.                                                        | 2018/2019 | 7. března 2019     | Östersund, Švédsko (MS)       | smíšená štafeta        |
| 15.                                                        | 2018/2019 | 14. března 2019    | Östersund, Švédsko (MS)       | smíšená štafeta dvojic |
| 16.                                                        | 2018/2019 | 16. března 2019    | Östersund, Švédsko (MS)       | štafeta                |
| 17.                                                        | 2019/2020 | 7. prosince 2019   | Östersund, Švédsko            | štafeta                |
| 18.                                                        | 2019/2020 | 15. prosince 2019  | Hochfilzen, Rakousko          | štafeta                |
| 19.                                                        | 2019/2020 | 13. února 2020     | Anterselva, Itálie (\|MS)     | smíšená štafeta        |
| 20.                                                        | 2019/2020 | 20. února 2020     | Anterselva, Itálie (MS)       | smíšená štafeta dvojic |
| 21.                                                        | 2019/2020 | 7. března 2020     | Nové Město, Česko             | štafeta                |
| 22.                                                        | 2020/2021 | 6. prosince 2020   | Kontiolahti, Finsko           | štafeta                |
| 23.                                                        | 2020/2021 | 10. února 2021     | Pokljuka, Slovinsko (MS)      | smíšená štafeta        |
| 24.                                                        | 2020/2021 | 20. února 2021     | Pokljuka, Slovinsko (MS)      | štafeta                |
| 25.                                                        | 2020/2021 | 14. března 2021    | Nové Město, Česko             | smíšená štafeta        |
| 26.                                                        | 2021/2022 | 4. prosince 2021   | Östersund, Švédsko            | štafeta                |
| 27.                                                        | 2021/2022 | 12. prosince 2021  | Hochfilzen, Rakousko          | štafeta                |
| 28.                                                        | 2021/2022 | 8. ledna 2022      | Oberhof, Německo              | smíšená štafeta        |
| 29.                                                        | 2021/2022 | 23. ledna 2022     | Anterselva, Itálie            | štafeta                |
| OH                                                         | 2021/2022 | 5. února 2022      | Peking, Čína (ZOH)            | smíšená štafeta        |
| OH                                                         | 2021/2022 | 15. ledna 2022     | Peking, Čína (ZOH)            | štafeta                |
| 30.                                                        | 2022/2023 | 1. prosince 2022   | Kontiolahti, Finsko           | štafeta                |
| 31.                                                        | 2022/2023 | 10. prosince 2022  | Hochfilzen, Rakousko          | štafeta                |
| 32.                                                        | 2022/2023 | 13. ledna 2023     | Ruhpolding, Německo           | štafeta                |
| 33.                                                        | 2022/2023 | 22. ledna 2023     | Anterselva, Itálie            | štafeta                |
| MS                                                         | 2022/2023 | 8. února 2023      | Oberhof, Německo (MS)         | smíšená štafeta        |
| MS                                                         | 2022/2023 | 16. února 2023     | Oberhof, Německo (MS)         | smíšený závod dvojic   |
| 34.                                                        | 2023/2024 | 30. listopadu 2023 | Östersund, Švédsko            | štafeta                |
| 35.                                                        | 2023/2024 | 10. prosince 2023  | Hochfilzen, Rakousko          | štafeta                |
| 36.                                                        | 2023/2024 | 7. ledna 2024      | Oberhof, Německo              | štafeta                |
| 37.                                                        | 2023/2024 | 20. ledna 2024     | Anterselva, Itálie            | smíšená štafeta        |
| 38.                                                        | 2023/2024 | 8. března 2024     | Soldier Hollow, Spojené státy | štafeta                |
| MS                                                         | 2024/2025 | 22. února 2025     | Lenzerheide, Švýcarsko (MS)   | štafeta                |
| – závod na mistrovství světa – závod na olympijských hrách |           |                    |                               |                        |